# جبهة باردة

رمز الجبهة الباردة: خط أزرق مع مثلثات متوجهة إلى جهة الانتقال

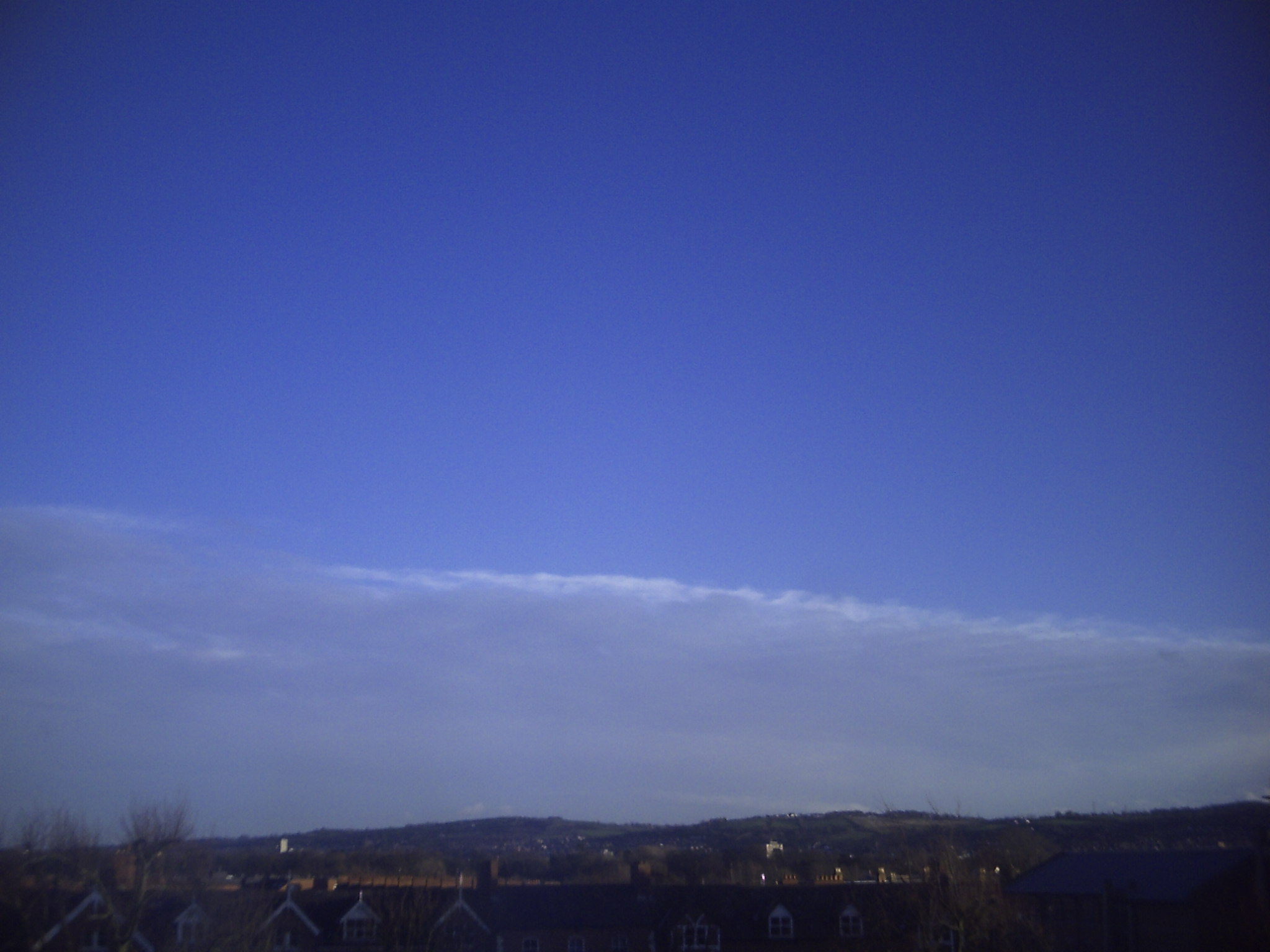
جبهة باردة

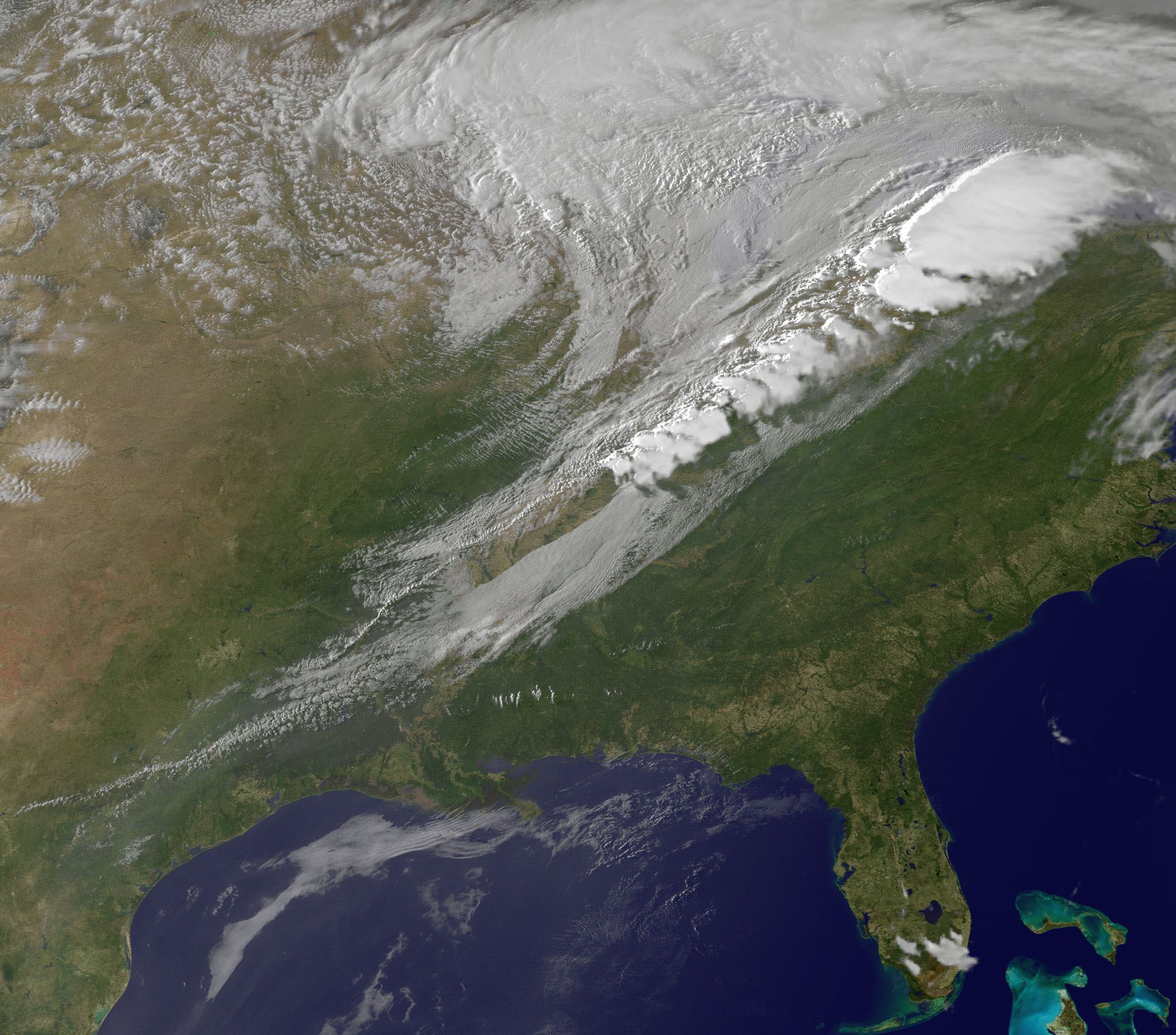
جبهة باردة فوق الولايات المتحدة الأمريكية

الجبهة الباردة في علم الأرصاد الجوية هي جبهة هوائية تتكون على شكل مقدمة طرف كتلة باردة من الهواء قادمة باتجاه كتلة دافئة من الهواء لتحل محلها، والتي تقع وتنحصر في منخفض جوي. 
تترافق الجبهة الباردة مع حدوث تفاوت كبير في درجات الحرارة قد تصل إلى 30 °س، وعند وجود نسبة كافية من الرطوبة الجوية تتساقط الأمطار على طول حرف الجبهة. إن توافرت شروط من عدم الثباتية الجوية تصبح هناك إمكانية لحصول عواصف رعدية في منطقة الجبهة.
يكثر حدوث الجبهات الباردة في الأوقات الانتقالية في فصلي الخريف والربيع وتندر في فصل الصيف. عند تلاقي جبهة باردة مع جبهة دافئة كانت موجودة سابقاً، فإن القسم الذي يحدث عنده التلاقي يدعى جبهة مقفلة.

## اقرأ أيضاً
- جبهة هوائية
- كتلة هوائية
- جبهة دافئة
- جبهة مقفلة